# NGC 1232A
NGC 1232A (другие обозначения — ESO 547-16, MCG -4-8-32, ARP 41, PGC 11834) — галактика в созвездии Эридан.
Этот объект не входит в число перечисленных в оригинальной редакции «Нового общего каталога» и был добавлен позднее.